# プンシュ
プンシュ（Punsch）は、スウェーデンと北欧の少数の国々で作られているアラック、蒸留酒、砂糖、水と幾つかの香料から出来た伝統的なリキュールである。アラックパンチ （Arrack Punch）、カロリックパンチ （Caloric Punch）、パンチ （Punch）としても知られる。

## 概要

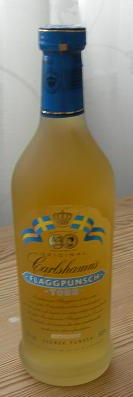
カールスハムス・フラッグプンシュ

アラックは元来ジャワから輸入された強いインドのリキュールで、プンシュを作るときの基本となる成分になる。
punsch （ドイツ語・デンマーク語・スウェーデン語）は英語 punch （パンチからの借用語で、どちらも基本成分となる幾種類かの酒類を混ぜ合わせた飲料であるが、伝統的なスウェーデンのプンシュは全く異なるものである。punch の正確な語源は不明であるが、5種類の材料から作られることから マラーティー語（とヒンディー語）で「5」を意味する pānch と呼ばれているインドの飲み物に由来するという。

## スウェーデンに於けるプンシュの歴史
スウェーデン東インド会社が最初にアラックの輸入を始めたのは、1733年に「スウェーデン王フレドリク号」（Fredericus Rex Sueciae）がヨーテボリに到着した時であった。アラックは特に高価な輸入品を購入できる富裕層の人々の間に急速に広まり、後には社会のあらゆる階層の人々にも一般的なものとなった。
プンシュやラック（rack）（アラック）が人々の間に広まった証は、18世紀のスウェーデンの詩人であり作曲家のカール・ミカエル・ベルマンの唄である。当時のストックホルムの大酒呑み、放埓者、娼婦ら架空の人物の一団を詠った『バックス神殿』（Bacchi Tempel、1783年）、『フレードマン書簡』（Fredmans Epistlar、1790年）、『フレードマン歌集』（Fredmans Sånger、1791年）の3作品の中で幾度となく（例えば48番の唄や作品41番で）採り上げられている。
スウェーデンでのプンシュの消費は19世紀に最高潮に達し、特にウプサラとルンドの大学の学生と教官に愛された。当時にまでさかのぼる伝統的な唄の多くはプンシュを飲むことについてか、当時の学生会の文化活動の一部である文化祭で唄われることになっていたもので、その伝統は今日まで続いている。

### 燗か冷か?
最初、アラックは飲む直前に他の素材と混ぜて温められたので温かいまま供された。1840年にこの飲み物が一般に広まってから既に混ぜ物がされたプンシュが売られるようになった。これ以来温めて飲むという習慣は徐々にスウェーデンの伝統的な風味付きウォッカであるブレンヴィン（Brännvin）の飲み方と同様の冷やして飲むという飲み方に変わってきた。冬の間、スウェーデンのエンドウ豆スープと合わせて出される時は現在でも温めて供される。

## 北欧の一般的なブランド
- カールスハムス・フラッグプンシュ（Carlshamns Flaggpunsch）
- セーデルルンド・カロリック（Cederlunds Caloric）
- ファシレ・プンシュ（Facile Punsch）
- トローサ・プンシュ（Trosa Punsch）
- ヘルミ・アラックプンシ（Helmi Arrakkipunssi）

## 北欧の過去のブランド
- グレンステッツ・ブロー（Grönstedts Blå）
- ビル・プンシュ（Bil-Punsch、「自動車プンシュ」）
- フスホールズ・プンシュ（Hushålls-Punsch、「家庭プンシュ」）
- カヴァッレリ・プンシュ（Kavalleri-Punsch、「騎兵プンシュ」）
- スポート・プンシュ（Sport-Punsch、「スポーツプンシュ」）
- テレフォン・プンシュ（Telefon-Punsch、「電話プンシュ」）

## 逸話
- 作曲家フランツ・シューベルトは酒場に行くと決まって最初の数杯はビールを飲み、その後で値段の安いプンシュに切り替えたという[2]。